# Tahal
Tahal é um município da Espanha, na província de Almería, comunidade autónoma da Andaluzia. Tem 95 km² de área e em 2021 tinha 349 habitantes (densidade: 3,7 hab./km²). Pertence à comarca de Filabres-Tabernas.